# Kreisgericht Cammin
Das Kreisgericht Cammin war ein preußisches Kreisgericht in der damaligen preußischen Provinz Pommern mit Sitz in Cammin.

## Geschichte
1849 wurden in Preußen einheitlich Kreisgerichte geschaffen. Hierbei wurde die Patrimonialgerichtsbarkeit abgeschafft und die Patrimonialgerichte aufgehoben. Es entstand das Königliche Kreisgericht Cammin. Es umfasste den Kreis Cammin i. Pom. und einen Teil des Kreises Usedom-Wollin. Zuständiges Appellationsgericht war das Appellationsgericht Stettin.
Gerichtskommissionen, also Zweigstellen des Gerichtes mit weniger als drei Richtern, wurden in Stepenitz und Wollin eingerichtet. 
Am Gericht waren 1870 ein Direktor und sieben Kreisrichter eingesetzt. Die Zahl der Gerichtseingesessenen betrug 58.322. Gerichtstage wurden in Gülzow abgehalten. Das zuständige Schwurgericht war das Kreisgericht Naugard.
Im Rahmen der Reichsjustizgesetze wurde das Gerichtswesen in Deutschland 1879 vereinheitlicht. Damit wurde das Kreisgericht Cammin aufgehoben und das königlich preußische Amtsgericht Cammin mit Wirkung zum 1. Oktober 1879 als eines von 14 Amtsgerichten im Bezirk des Landgerichtes Stettin als Nachfolger gebildet. Auch die Gerichtskommission wurden in Amtsgerichte (Amtsgericht Stepenitz, Amtsgericht Wollin) umgewandelt.